# Olesno (gromada w powiecie dąbrowskim)
Olesno – dawna gromada, czyli najmniejsza jednostka podziału terytorialnego Polskiej Rzeczypospolitej Ludowej w latach 1954–1972.
Gromady, z gromadzkimi radami narodowymi (GRN) jako organami władzy najniższego stopnia na wsi, funkcjonowały od reformy reorganizującej administrację wiejską przeprowadzonej jesienią 1954 do momentu ich zniesienia z dniem 1 stycznia 1973, tym samym wypierając organizację gminną w latach 1954–1972.
Gromadę Olesno z siedzibą GRN w Oleśnie utworzono – jako jedną z 8759 gromad na obszarze Polski – w powiecie dąbrowskim w woj. krakowskim, na mocy uchwały nr 21/IV/54 WRN w Krakowie z dnia 6 października 1954. W skład jednostki weszły obszary dotychczasowych gromad Olesno, Swarzów i Podborze ze zniesionej gminy Dąbrowa oraz Adamierz i Dąbrówka Gorzycka ze zniesionej gminy Otfinów w tymże powiecie. Dla gromady ustalono 24 członków gromadzkiej rady narodowej.
1 stycznia 1958 do gromady Olesno przyłączono wieś Dąbrówki Breńskie ze zniesionej gromady Wólka Grądzka.
31 grudnia 1959 do gromady Olesno przyłączono obszar zniesionej gromady Ćwików.
30 czerwca 1960 do gromady Olesno przyłączono wieś Zalipie z gromady Wola Żelichowska.
Gromada przetrwała do końca 1972 roku, czyli do kolejnej reformy gminnej. 1 stycznia 1973 utworzono gminę Olesno.